# Луристанская жаба
Луристанская жаба (лат. Bufotes surdus) — бесхвостое земноводное из семейства жаб. Латинское название можно перевести как «глухая жаба» (лат. surdus = глухой). Барабанное кольцо (кольцеобразный слуховой хрящ) и барабанная перепонка (tympanum), видимая снаружи бесхвостых, отсутствуют. Обитает в Иране и местами в Пакистане, где до сих пор регистрировалась лишь изредка.

## Внешний вид и строение
Небольшая по размеру (длина головы и туловища от 3 до 6 см) светлоокрашенная жаба. На коже есть едва заметный оливковый узор. На спине и ногах имеются многочисленные мелкие (диаметром около 1 мм) буроватые бугорки. Имеются короткие квадратные околоушные железы, барабанная полость, как уже говорилось, закрыта кожным покровом. Как типичный наземный житель, животное компенсирует свой ограниченный слух острым чувством вибрации земли. Хорошо видны подсуставные бугорки под четвёртыми пальцами стопы.
По результатам генетического теста Christophe Dufresnes et al. (2019), этот вид является непосредственным родственным видом (сестринским таксоном) Bufotes luristanicus. В отличие от B. surdus, B. luristanicus обладает слухом.

## Распространение и образ жизни
Типовое местонахождение вида Сарбаз в восточном Иране, на границе с Пакистаном. Местами встречается также на ирано-пакистанской прибрежной полосе Оманского залива. Дальнейшие случаи были задокументированы в 1973 году Йозефом Эйсельтом и Йозефом Ф. Шмидтлером в сегодняшней ландшафтной заповедной зоне Генуи, примерно в 50 км к северу от Бандар-Аббаса (персидский بندرعباس) ниже Кух-э Гено (пальмовая роща с водоносными каскадами в ракушечнике). Была также единичная находка на юго-западе в провинции Фарс, в районе гор Загрос, где встречается также Bufotes luristanicus. Диапазон высот мест обитания вида в Иране варьирует от уровня моря до примерно 2250 м над уровнем моря.
Ведет исключительно ночной образ жизни и проводит день, спрятавшись под камнями или среди низкорослой растительностью (если таковая имеется). Светлой кожа помогает этой жабе не перегреваться на ярком солнце. При засухе и нехватке воды, которая обычно преобладает в местах их обитания, они отступают в более глубокие расщелины земли и скал. Нерестится во время сезона дождей (март/апрель). В отличие от зелёной жабы, яйца они откладывают отдельными нитками, по возможности обернутыми вокруг растительности. Из яиц вылупляются черные головастики, развитие которых завершается примерно через четыре недели. В сельскохозяйственных районах жаба ценится как борец с вредителями. Иногда её можно встретить и вблизи населенных пунктов. Там она использует источники воды, такие как цистерны или колодцы.

## Угрозы и защита
По данным МСОП, вид не считается угрожаемым. Предполагается, что ситуация с популяцией ухудшилась. На местном уровне не существует конкретных мер по сохранению этого вида. Вдоль реки Сарбоз в Иране места обитания находятся в заповеднике крокодилов. Популяция, обитающая на горе Тафтан, также находится на охраняемой территории. Из-за временного прекращения муссонов ввиду изменения климата возможно сокращение численности из-за длительных засушливых периодов.